# Kasuvinahalli, Nagamangala
Kasuvinahalli là một làng thuộc tehsil Nagamangala, huyện Mandya, bang Karnataka, Ấn Độ.